# Лучаковський Богдан-Микола Антонович
Богдан-Микола Антонович Лучаковський (19 листопада 1900, Берлоги, тепер Рожнятівського району Івано-Франківської області — 11 серпня 1971, м. Бенальмадена, провінція Малаґа, Іспанія) — український письменник.

## З біографії
Народився 19 листопада 1900 році у с. Берлоги, Галичина. Закінчив Станіславську гімназію (1918). Воював у лавах Української Галицької Армії. У 1920 р. виїхав до Праги, здобув диплом лісового інженера (1925). У 1923 році був засуджений польським судом, упродовж 10 років лишався безробітним.
У 1939 році емігрував, поселився у м. Кракові, торгував деревом (до 1943). Повернувся у Галичину, але з наближенням фронту знову емігрував: спочатку до Кракова (1944), потім до Відня. Перебував у таборі в Карлсфельді, потім переселився до Берхтесгадена. Викладав у політехнічному інституті в м. Регенсбург та Українському Технічно-Господарському Інституті (1948–1951 рр.) лісівництво. 
У 1951 році емігрував до США, де оселився у Філадельфії. У 1965 році через недугу відійшов від активного життя. 
Помер 11 серпня 1971 року у місті Бенальмадена в Іспанії, де й похований на місцевому цвинтарі.
Брав участь у створенні кедрового резервату та інших заповідних об'єктів в середині 1930-х років в лісах греко-католицької церкви. Активно піднімав питання створення заповідників та охорони карпатського лісу в пресі.
Велика заслуга Богдана Лучаковського у тому, що він один з перших в Україні підійшов до ідеї природних заповідників з гуманітарної точки зору, вказавши на значення резерватів у підтримці духовного здоров'я нації. Заповідники, на його думку, «мають своє велике моральне значення, як притулок, де людський дух очищається від зряче земних турбот, відпочиває, бадьориться, стає благородним, як ніби наближається людина до свого Творця» (Лучаковський, 1935).

## Твори
- де Новіна Лучаковський М.-Б. З галицьких ловищ (мисливські спогади)/ Микола-Богдан де Новіна Лучаковський. — Мюнхен, 1973. — 96 с.
- Лучаковский Б. Заповідники та пам'ятки природи на землях, де живе український народ // Неділя, Львів, 1935. — 9 червня.
- Лучаковський Б. Чорний ліс // Альманах Станіславівської землі, Нью-Йорк — Торонто — Мюнхен, 1975.

Також — автор багатьох статей про лісові справи та мисливство в українській пресі.